# Oakland
Oakland, fondata nel 1852, è, per grandezza, l'ottava città della California e il capoluogo amministrativo della Contea di Alameda. Si trova sulla costa est della baia di San Francisco, annidata sulle colline di Berkeley e a contatto con cinque dei parchi regionali di East Bay. A nord di Oakland si trova Berkeley, sede più antica dell'Università della California, e ad ovest, attraverso il Bay Bridge, la città di San Francisco.
Oakland si trova nell'area metropolitana della baia di San Francisco, la quinta più popolata degli USA con 7 000 000 di abitanti. Oakland, con i suoi 440.646 abitanti (2020), è la terza città dell'area dopo San Jose e San Francisco. La maggior parte dell'occupazione riguarda le poste, il porto, gli organi di governo locale e federale e le varie carriere associate alle attività portuali ed ai trasporti.

## Storia
La prima popolazione che venne registrata nella zona dell'attuale Oakland fu la tribù degli Huchiun, appartenente al gruppo linguistico in seguito chiamato Ohlone (una parola Miwok che significa "Gente dell'ovest"). Ad Oakland erano concentrati attorno al lago Merritt ed al fiume Temescal, che sfocia nella baia di San Francisco.
Oakland, come il resto della California venne rivendicata dagli esploratori della "Nuova Spagna" nel 1772, l'area che in seguito divenne Oakland, fu assicurata a Luis Maria Peralta dal governo reale spagnolo per il suo Rancho San Antonio. La fiducia gli venne confermata anche dalla susseguente Repubblica Messicana, la quale ottenne l'indipendenza dalla Spagna. L'area del Rancho si trovava dove oggi sorge il centro di Oakland e si estendeva fino ad Alameda (la quale un tempo non era un'isola ma una penisola), includendo un terreno boscoso composto da querce (Oaks). Peralta chiamò la zona "encinal", una parola spagnola che significa "terra delle querce", in inglese "oakland". Dopo la propria morte, nel 1842, Peralta divise i terreni tra i suoi quattro figli. La parte di Oakland andò nelle mani di Antonio Maria e Vicente. Essi avrebbero aperto le porte ai coloni americani ed ai commercianti di pelli anche europei.
La grande colonizzazione della zona venne in seguito alla conquista della California da parte degli Stati Uniti, avvenuta dopo la guerra messico-statunitense e dalla nota corsa all'oro nel 1848. L'originario insediamento in quello che oggi è il centro della città venne chiamato Contra Costa e fu incluso nella omonima contea prima della creazione della Contea di Alameda il 25 marzo del 1853. La legislatura di stato californiana incorporò ufficialmente la città di Oakland il 4 maggio 1852.
La città ed i suoi dintorni crebbero maggiormente con l'apparizione della ferrovia, diventando ben presto uno dei principali capolinea ferroviari degli anni '70 del XIX secolo. Nel 1868 la Central Pacific costruì l'Oakland Long Wharf ad Oakland Point, luogo dell'odierno porto di Oakland. Il Long Wharf serviva sia come capolinea della ferrovia transcontinentale sia come smistamento per i treni locali della Central Pacific. Quest'ultima creò una delle sue più grandi reti ferroviarie proprio a West Oakland divenendo così il polo centrale della zona per quanto riguardava il lavoro e rimanendo tale anche durante il XX secolo sotto la Southern Pacific. Il principale deposito era il 16th Street Station che è attualmente (2006-07) in fase di ristrutturazione.
Nella seconda metà del XIX secolo vennero costruite molte carrozze e tramvie. La prima tranvia cittadina era del 1891 e conduceva da Oakland a Berkeley; altre linee naturalmente arrivarono nel corso degli anni finali del secolo. Le varie compagnie relative ai tram vennero acquistate da Francis "Borax" Smith e si consolidarono in quello che in seguito divenne noto come il Key System, il predecessore dell'odierna azienda pubblica "AC Transit". In aggiunta al sistema tranviario il Key System si preoccupò anche di operare nelle ferrovie e nei traghetti per San Francisco, entrando così in competizione con la Southern Pacific. Gli investitori della Key, che in parte era anche una azienda immobiliare, costruirono due grandi hotel a Oakland, uno dei quali sopravvive tuttora con il nome di Claremont Resort. L'altro era il Key Route Inn che venne distrutto da un incendio negli anni trenta. Il gruppo di imprenditori, raggruppati con il nome di "Realty Syndicate" costruì anche un grande parco giochi a nord di Oakland, chiamato "Idora Park".
La città annesse in seguito possedimenti agricoli ed altri insediamenti ad est ed a nord. La conseguente crescita industriale e la necessità di un porto adeguato alle necessità portò agli scavi per la creazione di un canale navigabile nel 1902, trasformando di conseguenza la penisola di Alameda in isola. Nel 1906 la popolazione raddoppiò in seguito all'arrivo dei rifugiati scappati da San Francisco dopo il terremoto. Già nel 1920 Oakland aveva numerose industrie in vari settori, quali quello dei metalli, delle automobili e navale.

### Dagli anni '20 ai '50
Gli anni venti furono un'epoca di boom economico negli USA e specialmente in California. Lo slancio economico ricevette la spinta da vari fattori tra i quali il rifornimento post-bellico, la scoperta del petrolio a Los Angeles e l'introduzione su larga scala dell'automobile. Secondo l'annuario dell'Oakland Tribune furono costruite molte più case tra gli anni 1921 e 1924 che dal 1907 al 1920. La maggior parte delle ville e dei grandi uffici postali nacquero negli anni '20 e tuttora rispecchiano lo stile architettonico del periodo.
Durante la seconda guerra mondiale nella Fast Bay Area si svilupparono molte industrie belliche tra le quali vi era la Kaiser Shipyards nella vicina Richmond che con il sistema sanitario per i propri dipendenti divenne la base per il grande Kaiser Permanente HMO che ebbe un grande centro medico a MacArthur e Broadway.
La guerra attirò molti lavoratori ad Oakland, dei quali buona parte furono afro-americani provenienti dagli stati del sud (Texas, Louisiana, Oklahoma, Arkansas), che approfittarono della grande prosperità di quegli anni.
Subito dopo la guerra le industrie automobilistiche e navali scomparirono e così fecero i relativi posti lavoro che erano nati.
Ad ogni modo molte delle persone che erano arrivate attirate dallo slancio economico decisero di stabilirsi comunque ad Oakland. Nel frattempo molti dei precedenti residenti bianchi si spostarono nelle nuove aree suburbane in sviluppo come San Leandro ed Alameda. Questo fatto fu parte integrante di quello che viene definito come il fenomeno della "fuga dei bianchi" (The White Flight).
In questo periodo venne costruito il sistema di superstrade che ebbe come conseguenza lo smantellamento del Key System. L'edificio più grande, di proprietà della Kaiser Permanente, venne edificato sul lato ovest del lago Merritt. Sempre in questo lasso di tempo la zona a ridosso di Broadway venne trasformata nella Jack London Square.
Oakland, che era diventata una città prosperosa prima e durante la guerra, verso la fine degli anni sessanta divenne invece sempre più povera e "nera".

### Anni '60 e '70
La povertà e la segregazione che si sviluppò ad Oakland nel dopoguerra contribuì ad incrementare l'indice di criminalità che aumentò la paura della classe dominante del governo locale, costituita da medio-borghesi conservatori bianchi. Come soluzione vennero reclutati degli agenti di polizia bianchi provenienti dal profondo sud, vale a dire proprio dal luogo di provenienza dei neri di Oakland. Il movimento per i diritti civili doveva ancora lasciare il proprio marchio.
Le tensioni crebbero parecchio tra la polizia di Oakland e la comunità nera. Fu in quel momento che Huey Newton, ispirato dall'attivismo sia del movimento per i diritti civili che degli studenti della University of California di Berkeley, organizzò il partito delle cosiddette "Pantere Nere" (Black Panthers) per auto-difesa.
La città sviluppò anche un'innovativa scena musicale funk producendo gruppi come gli Sly & the Family Stone, i Cold Blood e gli Headhunters.
Per quanto riguarda gli sport gli Oakland Oaks in ABA vinsero il titolo ABA nel 1968-1969, gli Athletics vinsero tre World Series di fila (1972-73-74), i Golden State Warriors vinsero il titolo NBA nel 1974-75 ed i Raiders vinsero il loro primo Super Bowl nel 1977.

### Anni '80 e '90

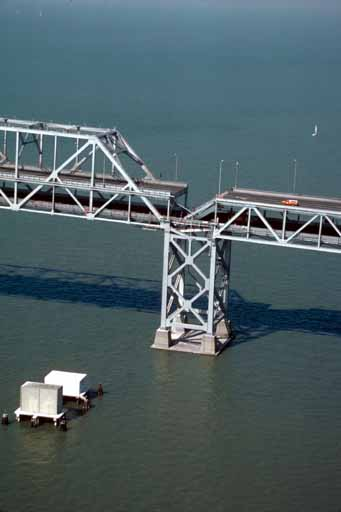
Danni provocati al Bay Bridge dal terremoto Loma Prieta del 1989

A partire dagli anni ottanta il numero di ispanici, specialmente messicani, cominciò a crescere, soprattutto nel distretto di Fruitvale. Quest'ultimo è il distretto più antico della città, crebbe attorno a quello che fu il possedimento Peralta (oggi è un parco cittadino) ed ha sempre avuto una grande presenza di ispanici, ma il numero è in continua crescita per la grande ondata di immigrazione che continua anche nel XXI secolo.
In questi decenni Oakland sviluppò intensamente l'ambiente musicale del rap producendo artisti come MC Hammer, The Luniz, Too $hort e soprattutto il più noto Tupac Shakur. Un altro gruppo, al di fuori dell'ambiente rap, che assurse al Grammy Award partendo da Oakland furono anche i Green Day.
Un terremoto denominato Loma Prieta interessò la baia di San Francisco nell'ottobre del 1989. Misurava 7,1 della scala Richter e creò seri danni a molte strutture ad Oakland. Una parte dell'Interstate 880 che passa per Oakland, precisamente il viadotto Cypress, subì danni notevoli causando 42 vittime. Il lato est del San Francisco Bay Bridge venne chiuso per un mese in seguito ai danni riportati.
Durante gli anni novanta gli edifici di Oakland vennero rimodernati per poter sostenere maggiormente la furia di altri eventuali terremoti.
Nell'ottobre del 1991 un grande incendio si sviluppò dalle colline di Berkeley causando 25 vittime, 150 feriti e 2.000 case distrutte. La perdita economica è stata stimata in 1,5 miliardi di dollari. Molte di queste case comunque vennero ricostruite spesso anche più grandi delle precedenti.

### XXI secolo
Jerry Brown, il quale venne eletto sindaco nel 1998, iniziò un piano urbanistico per portare 10.000 residenti in più nel centro della città. Questo piano prevedeva anche molti progetti di sviluppo vicino a Lake Merritt, J. London Square e ad alcuni quartieri a ridosso del centro ma i risultati tra il 2000 ed il 2001 videro un indebolimento economico della Bay Area con una bassa occupazione delle nuove residenze ed una flebile ripresa rispetto a quanto ci si aspettava.
Negli anni più recenti la richiesta di nuovi grattacieli è salita, così come a San Francisco. Uno dei principali progetti è la costruzione di un edificio alto 235 metri composto da 63 piani che dovrebbe rivaleggiare con la Transamerica Pyramid di San Francisco e dare ad Oakland un panorama cittadino di tutto rispetto.
Ad Oakland ha anche la sede la BrightSource Energy, un'impresa che opera nel settore delle centrali solari.
Gli Oakland Athletics da tempo erano in cerca di un luogo che avesse le caratteristiche appropriate per la costruzione di un nuovo stadio per il baseball e lo trovarono vicino a Telegraph Avenue e la 20th Street. Il posto era ben servito dai mezzi pubblici ed era a ridosso delle autostrade ma la pianificazione dello sviluppo edilizio aveva altri progetti al riguardo. Ne conseguì che gli Athletics nel 2006 annunciarono la costruzione di un nuovo stadio, il Cisco Field, situato nella vicina Fremont.
Ron Dellums, in precedenza membro del consiglio cittadino, fu eletto come sindaco nel giugno del 2006. La corsa elettorale si disputò tra Dellums ed altri candidati tra i quali il presidente del consiglio cittadino di Oakland, Ignacio de la Fuente, ed un altro membro del consiglio, Nancy Nadel. Dellums raggiunse la maggioranza utile per l'elezione senza dover ricorrere ad un eventuale ballottaggio a novembre.

## Monumenti e luoghi d'interesse
- Municipio di Oakland

## Sport
Oakland è rappresentata in una delle due principali leghe professionistiche statunitensi:
- Gli Oakland Athletics (MLB - baseball) giocano al McAfee Coliseum

Fino alla stagione 2019 la città è stata la casa degli Oakland Raiders (NFL), prima del ricollocamento della franchigia a Las Vegas nel 2020.
Dal 1967 al 1968 gli Oakland Oaks giocarono in ABA alla Oakland-Alameda County Coliseum Arena.

## Infrastrutture e trasporti
La città è servita dall'Aeroporto Internazionale di Oakland.

## Amministrazione

### Gemellaggi
- Nakhodka
- Dalian
- Fukuoka
- Ocho Rios
- Sekondi-Takoradi
- Livorno
- Santiago di Cuba

## Curiosità
- La città è presente nel famoso gioco della Maxis Sim City 2000 come uno degli scenari giocabili.
- La città è presente nel videogioco di Ubisoft Watch Dogs 2.
- In questa città è stata dipinta l'opera The Hands Resist Him.
- Il film Romeo deve morire (2000) è ambientato ad Oakland.